# Bogi

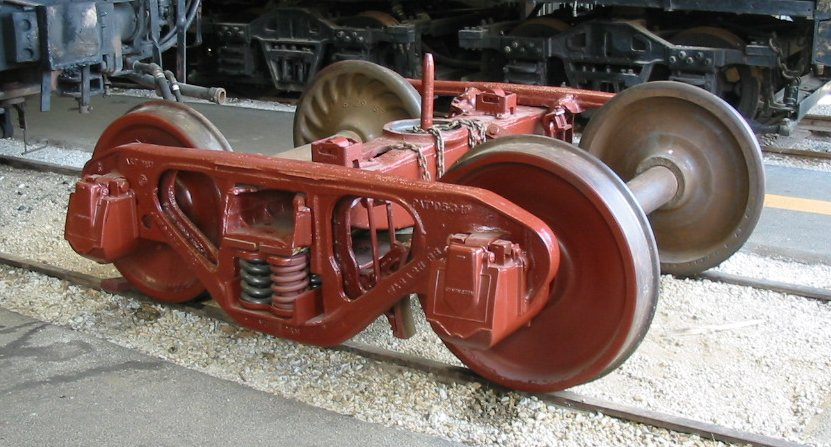
Bogi tipus Bettendorf exhibit en l'Illinois Railway Museum

Un bogi és l'estructura rodant sobre la qual descansen els vagons de ferrocarril i les locomotores actuals, que no utilitzen eixos simples. Un bogi consta d'una plataforma, dos o tres eixos i de les rodes corresponents, unida al vehicle mitjançant un pivot vertical que permet que giri a dues bandes en els revolts.
Els vagons i les locomotores que porten bogis disposen de dues unitats, una en cada extrem.
Els trens d'alta velocitat amb vagons curts van proveïts de bogis situats en els extrems oposats de dos vagons contigus.